# Primula candicans
Primula candicans är en viveväxtart som beskrevs av William Wright Smith. Primula candicans ingår i släktet vivor, och familjen viveväxter. Inga underarter finns listade i Catalogue of Life.